# Мекленбурзька бухта
Мекленбурзька бухта — затока на південному заході Балтійського моря, між берегами Німеччини на півдня і данських островів Лолланн, Фальстер, і Мьон на півночі.
Мекленбурзька бухта з'єднується з Кільською бухтою на північному заході. Любецька бухта є частиною Мекленбурзької бухти.

## Порти
- Росток
- Вісмар